# Жилін Георгій Семенович
Гео́ргій Семе́нович Жи́лін (нар. 18 серпня 1925 — пом. 12 вересня 1997) — український академічний веслувальник, дворазовий призер Олімпійських ігор. Чемпіон і призер чемпіонатів Європи, неодноразовий чемпіон СРСР.
Заслужений майстер спорту СРСР (1956).

## Життєпис
Народився 18 серпня 1925 року в місті Києві.
Греблею почав займатись у 1947 році. Виступав за ДСТ «Більшовик». Перемагав у одиночних змаганнях на чемпіонатах Києва й України. У 1951 році став бронзовим призером першості СРСР і потрапив до складу спортивної делегації на Всесвітній фестиваль молоді і студентів у Берліні, де став призером змагань на трасі в Грюнау. З кінця 1951 року почав виступати в парі з Ігорем Ємчуком.
Чемпіон Європи (1955 — двійка парна), срібний (1957 — двійка розпашна зі стерновим) і бронзовий (1954 — двійка парна) призер чемпіонатів Європи.
Чемпіон СРСР (1952—1956 — двійка парна; 1957—1959 — двійка розпашна зі стерновим).
Після завершення спортивної кар'єри закінчив школу тренерів при Київському державному інституті фізичної культури (КДІФК).

## На Олімпійських іграх
У 1952 році на літніх Олімпійських іграх у Гельсінкі (Фінляндія) у змаганнях з академічного веслування разом з Ігорем Ємчуком посів друге місце серед парних двійок (з результатом 7:07.5).
У 1956 році на літніх Олімпійських іграх у Мельбурні (Австралія) у змаганнях з академічного веслування разом з Ігорем Ємчуком і Володимиром Петровим посів третє місце серед двійок розпашних зі стерновим (з результатом 8:31.0).